# Grandma's Reading Glass
Grandma's Reading Glass er en britisk stumfilm fra 1900 af George Albert Smith.